# Kamo Shu
Kamo Shu (sinh ngày 29 tháng 10 năm 1939) là một cầu thủ bóng đá người Nhật Bản. Kamo Shu đã dẫn dắt Đội tuyển bóng đá quốc gia Nhật Bản từ 1995-1997.